# Segundo Circuito de Cortes de Apelação dos Estados Unidos
O Segundo Circuito de Cortes de Apelação dos Estados Unidos, ou Tribunal de Apelações dos Estados Unidos para o Segundo Circuito (em citações de casos, 2d Cir.) é uma das treze Cortes de apelações dos Estados Unidos. O seu território inclui os estados de Connecticut, Nova Iorque e Vermont, e a corte tem jurisdição de apelação nas cortes distritais dos seguintes distritos:
- Distrito de Connecticut
- Distrito do Leste de Nova Iorque
- Distrito Nordeste de Nova Iorque
- Distrito Sudeste de Nova Iorque
- Distrito Oeste de Nova Iorque
- Distrito de Vermont

O segundo circuito possui sua sede e ouve argumentos orais no Tribunal americano Thurgood Marshall na quadragésima Foley Square em Lower Manhattan. Devido as reformas nesse prédio, de 2006 ao início de 2013, a corte temporariamente realocou-se no Tribunal Americano Patrick Moynihan, atravessando a Rua Pearl de Foley Square, e certas cortes se realocaram temporariamente em Woolworth Building em 233 Broadway.

## Composição Atual da Corte

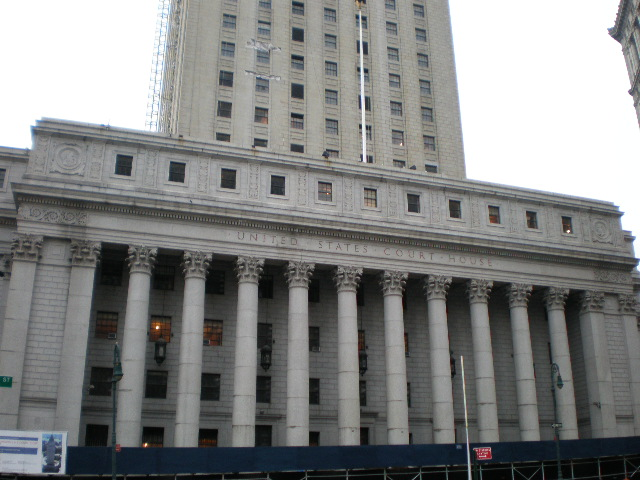
Tribunal americano Thurgood Marshall na Rua Central 40.

Com 13 juízes ativos e 9 juízes aposentados, o Segundo Circuito é de tamanho médio em relação as treze Cortes de apelação dos Estados Unidos: Dez antigos juízes do Circuito continuam servindo em estado de semi-aposentadoria:
| #  | título               | Juiz                           | Cidade em que atua | nascido em | anos de serviço | se aposentou em | nomeado por:      |
| -- | -------------------- | ------------------------------ | ------------------ | ---------- | --------------- | --------------- | ----------------- |
| 59 | Juiz Chefe           | Robert Katzmann                | Nova Iorque        | 1953       | 1999-atualmente | (não)           | Bill Clinton      |
| 50 | Juiz do Circuito     | Dennis G. Jacobs               | Nova Iorque        | 1944       | 1992-atualmente | (não)           | George H. W. Bush |
| 53 | Juiz do Circuito     | José A. Cabranes               | New Haven          | 1940       | 1994-atualmente | (não)           | Bill Clinton      |
| 55 | Juiz do Circuito     | Rosemary S. Pooler             | Syracuse           | 1938       | 1998-atualmente | (não)           | Bill Clinton      |
| 61 | Juiz do Circuito     | Reena Raggi                    | Brooklin           | 1951       | 2002-atualmente | (não)           | George W. Bush    |
| 63 | Juiz do Circuito     | Peter W. Hall                  | Rutland            | 1948       | 2004-atualmente | (não)           | George W. Bush    |
| 64 | Juiz do Circuito     | Debra Ann Livingston           | Nova Iorque        | 1959       | 2007-atualmente | (não)           | George W. Bush    |
| 66 | Juiz do Circuito     | Denny Chin                     | Nova Iorque        | 1954       | 2010-atualmente | (não)           | Barack Obama      |
| 67 | Juiz do Circuito     | Raymond Lohier, Jr.            | Nova Iorque        | 1965       | 2010-atualmente | (não)           | Barack Obama      |
| 68 | Juiz do Circuito     | Susan L. Carney                | New Haven          | 1951       | 2011-atualmente | (não)           | Barack Obama      |
| 69 | Juiz do Circuito     | Christopher F. Droney          | Hartford           | 1954       | 2011-atualmente | (não)           | Barack Obama      |
| 39 | Juiz semi-aposentado | Jon Ormond Newman              | Hartford           | 1932       | 1979-atualmente | 1997            | Jimmy Carter      |
| 40 | Juiz semi-aposentado | Amalya Lyle Kearse             | Nova Iorque        | 1937       | 1979-atualmente | 2002            | Jimmy Carter      |
| 43 | Juiz semi-aposentado | Ralph K. Winter, Jr.           | New Haven          | 1935       | 1981-atualmente | 2000            | Ronald Reagan     |
| 48 | Juiz semi-aposentado | John M. Walker, Jr.            | New Haven          | 1940       | 1989-atualmente | 2006            | George H. W. Bush |
| 51 | Juiz semi-aposentado | Pierre N. Leval                | Nova Iorque        | 1936       | 1993-atualmente | 2002            | Bill Clinton      |
| 52 | Juiz semi-aposentado | Guido Calabresi                | New Haven          | 1932       | 1994-atualmente | 2009            | Bill Clinton      |
| 56 | Juiz semi-aposentado | Chester J. Straub              | inativo            | 1937       | 1998-atualmente | 2008            | Bill Clinton      |
| 57 | Juiz semi-aposentado | Robert D. Sack                 | Nova Iorque        | 1939       | 1998-atualmente | 2009            | Bill Clinton      |
| 60 | Juiz semi-aposentado | Barrington Daniels Parker, Jr. | Nova Iorque        | 1944       | 2001-atualmente | 2009            | George W. Bush    |
| 62 | Juiz semi-aposentado | Richard C. Wesley              | Geneseo            | 1949       | 2003-atualmente | 2016            | George W. Bush    |
| 65 | Juiz semi-aposentado | Gerard E. Lynch                | Nova Iorque        | 1951       | 2009-atualmente | 2016            | Barack Obama      |